# Oril
Oril (ukrajinsky Оріль, rusky Орель nebo Орел) je řeka v Charkovské, v Dněpropetrovské a v Poltavské oblasti na Ukrajině. Je 346 km dlouhá. Povodí má rozlohu 9800 km².

## Průběh toku
Vlévá se zleva do Dněpru. Mezi přítoky patří Orčyk.

## Vodní stav
Zdrojem vody jsou převážně sněhové srážky. Průměrný průtok vody ve vzdálenosti 31 km od ústí činí 13,2 m³/s. Zamrzá v listopadu až v lednu a rozmrzá v březnu až na začátku dubna.

## Využití
Na horním toku byly vybudovány přehradní nádrže za účelem regulace jarního průtoku.